# Yanchi
Der Kreis Yanchi (盐池县; Pinyin: Yánchí Xiàn) ist ein Kreis der bezirksfreien Stadt Wuzhong des Autonomen Gebiets Ningxia in der Volksrepublik China. Im Jahr 2020 zählte er 159.209 Einwohner.
Die Stätte der alten Stadt Zhangjiachang (Zhangjiachang chengzhi 张家场城址) aus der Zeit der Han-Dynastie steht seit 2006 auf der Liste der Denkmäler der Volksrepublik China (6-217).